# Persone di cognome Day
| Questa pagina contiene informazioni ricavate automaticamente dalle voci biografiche con l'ausilio del template Bio e di un bot. L'aggiornamento è periodico e automatico e ricostruisce completamente la pagina. Se manca una persona in questa lista, sei pregato di non aggiungerla, ma accertati piuttosto che la sua voce biografica contenga il template Bio e che i dati anagrafici siano correttamente compilati. Se il template Bio manca, inseriscilo tu stesso o, in alternativa, metti l'avviso {{tmp\|Bio}} che ne segnala la mancanza. Se i dati riportati sono sbagliati, correggi direttamente la voce biografica; le modifiche saranno visibili in questa lista entro pochi giorni. Per chiarimenti vedi il progetto antroponimi. La lista contiene solo le 52 persone che sono citate nell'enciclopedia e per le quali è stato implementato correttamente il template Bio. Pagina aggiornata al 23 lug 2025. |

Questa è una lista di persone presenti nell'enciclopedia che hanno il cognome Day, suddivise per attività principale.

## Allenatori di calcio(2)
- Jamie Day, allenatore di calcio e ex calciatore inglese (Bexley, n. 1979)
- Mervyn Day, allenatore di calcio e ex calciatore inglese (Chelmsford, n. 1955)

## Attori(2)
- Charlie Day, attore e sceneggiatore statunitense (New York, n. 1976)
- Dennis Day, attore statunitense (The Bronx, n. 1916 - Los Angeles, † 1988)

## Attrici(9)
- Alice Day, attrice statunitense (Colorado Springs, n. 1905 - Orange, † 1995)
- Doris Day, attrice e cantante statunitense (Cincinnati, n. 1922 - Carmel-by-the-Sea, † 2019)
- Felicia Day, attrice statunitense (Huntsville, n. 1979)
- Laraine Day, attrice statunitense (Roosevelt, n. 1920 - Ivins, † 2007)
- Marceline Day, attrice statunitense (Colorado Springs, n. 1908 - Cathedral City, † 2000)
- Rosie Day, attrice britannica (Cambridge, n. 1995)
- Shannon Day, attrice statunitense (New York, n. 1896 - New York, † 1977)
- Vera Day, attrice britannica (Forest Gate, n. 1935)
- Wallis Day, attrice britannica (Londra, n. 1994)

## Biblisti(1)
- John Day, biblista britannico (n. 1948)

## Calciatori(2)
- Graham Day, calciatore inglese (Londra, n. 1953 - † 2021)
- Samuel Day, calciatore inglese (Londra, n. 1878 - † 1950)

## Cantanti(2)
- Muriel Day, cantante irlandese (Newtownards, n. 1942)
- Paul Day, cantante britannico (Whitechapel, n. 1956)

## Cantautori(1)
- Howie Day, cantautore statunitense (Brewer, n. 1981)

## Cestisti(2)
- Quinton Day, ex cestista statunitense (Kansas City, n. 1984)
- Todd Day, ex cestista e allenatore di pallacanestro statunitense (Decatur, n. 1970)

## Direttori della fotografia(1)
- Ernest Day, direttore della fotografia e regista inglese (Mortlake, n. 1927 - Londra, † 2006)

## Economiste(1)
- Catherine Day, economista irlandese (Dublino, n. 1954)

## Editori(1)
- Benjamin Day, editore statunitense (Springfield, n. 1810 - New York, † 1889)

## Fotografi(1)
- Fred Holland Day, fotografo e editore statunitense (Boston, n. 1864 - Norwood, † 1933)

## Giocatori di baseball(1)
- Leon Day, giocatore di baseball statunitense (Alexandria, n. 1916 - Baltimora, † 1995)

## Giocatori di football americano(2)
- Eagle Day, giocatore di football americano statunitense (Columbia, n. 1932 - Nashville, † 2008)
- Sheldon Day, giocatore di football americano statunitense (Indianapolis, n. 1994)

## Giocatori di snooker(1)
- Ryan Day, giocatore di snooker gallese (Bridgend, n. 1980)

## Giornaliste(1)
- Dorothy Day, giornalista statunitense (New York, n. 1897 - New York, † 1980)

## Golfisti(1)
- Jason Day, golfista australiano (Beaudesert, n. 1987)

## Hockeisti su ghiaccio(1)
- Hap Day, hockeista su ghiaccio, allenatore di hockey su ghiaccio e dirigente sportivo canadese (Owen Sound, n. 1901 - LuogoMorteLink=St. Thomas, † 1990)

## Hockeisti su prato(1)
- Derek Day, hockeista su prato britannico (Barnet, n. 1927 - Goudhurst, † 2015)

## Ingegneri(1)
- Bernard Day, ingegnere e esploratore britannico (Wymondham, n. 1884 - † 1934)

## Litografi(1)
- William Day, litografo britannico (n. 1797 - † 1845)

## Montatori(1)
- Mark Day, montatore britannico (Londra, n. 1961)

## Politici(2)
- Frank Arah Day, politico statunitense (Attica, n. 1855 - Winona, † 1928)
- William Rufus Day, politico e diplomatico statunitense (Ravenna, n. 1849 - Mackinac Island, † 1923)

## Pugili(1)
- Patrick Day, pugile statunitense (Hempstead, n. 1992 - Chicago, † 2019)

## Registi(1)
- Robert Day, regista e sceneggiatore britannico (Richmond, n. 1922 - Bainbridge Island, † 2017)

## Rugbiste a 15(1)
- Sue Day, rugbista a 15, dirigente d'azienda e dirigente sportiva britannica (Londra, n. 1972)

## Rugbisti a 15(1)
- Dominic Day, ex rugbista a 15 britannico (Pembroke, n. 1985)

## Scenografi(1)
- Richard Day, scenografo statunitense (Victoria, n. 1896 - Hollywood, † 1972)

## Scrittori(1)
- Lal Behari Day, scrittore e giornalista indiano (Sonapalasi, n. 1824 - Calcutta, † 1892)

## Scrittrici(2)
- Elizabeth Day, scrittrice e giornalista britannica (Inghilterra, n. 1978)
- Ingeborg Day, scrittrice austriaca (Graz, n. 1940 - Ashland, † 2011)

## Storici(1)
- John Day, storico statunitense (Evanston, n. 1924 - Parigi, † 2003)

## Tenniste(1)
- Kayla Day, tennista statunitense (Santa Barbara, n. 1999)

## Tipografi(1)
- John Day, tipografo inglese (n. 1522 - Saffron Walden, † 1584)

## Velociste(1)
- Christine Day, velocista giamaicana (Saint Mary, n. 1986)

## Velocisti(1)
- Gordon Day, ex velocista sudafricano (Alexander Bay, n. 1936)

## Senza attività specificata(1)
- Mike Day, ciclista di BMX statunitense (Tarzana, n. 1984)